# Travis Fimmel
Travis Fimmel (Echuca, 15 juli 1979) is een Australische acteur en voormalig fotomodel. Hij is bekend van de Calvin Klein-kledingreclames, voor zijn rol naast Patrick Swayze in de tv-serie The Beast, voor zijn rol als Ragnar Lothbrok in de serie Vikings (2013-2016) en als Anduin Lothar in de film Warcraft, gebaseerd op de gelijknamige videospellen.